# Kam Heskin
Pour les articles homonymes, voir Heskin (homonymie).
Kam Heskin, née le 8 mai 1973, est une actrice américaine. Elle est connue principalement pour son rôle de remplaçante du personnage Caitlin Richards Deschanel dans le soap opéra de la chaîne NBC Sunset Beach (1998–1999) et pour son rôle de Paige Morgan dans les suites de Le Prince et Moi.

## Biographie
Kam est née à Grand Forks. Elle a intégré Grand Junction High School[réf. nécessaire] avant d'étudier à Concordia College dans le Minnesota, où elle a été diplômée en communication et sciences politiques. Le jour après sa remise de diplômes, elle a déménagé à Chicago et a fait du mannequinat durant les mois suivants à New York.

## Carrière
Elle a décroché son premier rôle quand le réalisateur John Woo l'a sélectionné comme rôle principal pour le pilot Blackjack.
Heskin a joué Sheridan Crane dans Passions quand l'actrice McKenzie Westmore (en) a été en congé à deux reprises. Elle a tourné deux films en 2008, tel que The Prince and Me 3: Royal Honeymoon. En 2009, Heskin reprend son rôle de Reine/Dr. Paige dans The Prince and Me 4: The Elephant Adventure. The Prince and Me 4 est sortie en DVD au Royaume-Uni le 15 février 2010 et le 23 mars 2010 aux États-Unis.

## Filmographie
| Année | Film                                        | Rôle                       | Notes                                |
| ----- | ------------------------------------------- | -------------------------- | ------------------------------------ |
| 1996  | Henry, portrait d'un serial killer          | Liquor Store Girl #2       |                                      |
| 1998  | Blackjack                                   | Cinder James               |                                      |
| 1998  | Sunset Beach                                | Caitlin Richards Deschanel | 92 épisodes, 1998–1999               |
| 1998  | Sunset Beach: Shockwave                     | Caitlin Richards Deschanel |                                      |
| 2000  | Sept à la maison                            | Girl at Party              | 1 épisode                            |
| 2001  | Tomcats                                     | Kimberly                   |                                      |
| 2001  | La Planète des singes                       | Friend At Leo's Party      |                                      |
| 2002  | Angel                                       | Lola                       | 1 épisode                            |
| 2002  | Arrête-moi si tu peux                       | Candy                      |                                      |
| 2003  | Vlad                                        | Alexa Meyer                |                                      |
| 2003  | Orgueil et Préjugés                         | Elizabeth Bennet           |                                      |
| 2003  | Charmed                                     | Robyn                      | Épisode: Witchstock                  |
| 2003  | This Girl's Life                            | Jessie                     |                                      |
| 2005  | Dirty Love                                  | Carrie Carson              |                                      |
| 2006  | The Prince and Me 2: The Royal Wedding      | Paige Morgan               |                                      |
| 2006  | Passions                                    | Sheridan Crane             | 46 épisodes, 2006–2008               |
| 2007  | Coastal Dreams                              | April                      |                                      |
| 2007  | Les Experts : Manhattan                     | Suspect-X                  | 2 épisodes                           |
| 2008  | The Prince and Me 3: Royal Honeymoon        | Queen/Dr. Paige            |                                      |
| 2009  | The Prince and Me 4: The Elephant Adventure | Queen/Dr. Paige            | released in 2010                     |
| 2009  | Glimpses                                    | unknown                    | pre-production                       |
| 2010  | Howl                                        | Penny Sutherland           | releases aux États-Unis janvier 2010 |